# 村越エースケ
村越エースケ（むらこしえいすけ、本名：映介）は日本の音楽家、音楽プロデューサー、イベントオーガナイザー、音楽講師。音楽制作事務所『LACOSQE』代表。静岡県浜松市出身。

## 略歴
1998年にYOKOHAMA HIGH SCHOOL HOT WAVE FESTIVAL’98に『サイケジア』で出場、静岡県代表として横浜スタジアムでコンサート。
2001年に同郷の聞間拓と共に『えさ（後のアロマティックブラザーズ）』を結成し、東京での音楽活動をスタート。
2004年にユニット『air－アイル』を結成し、上海の「音楽一代」でコンサート。
2011年、渋谷公会堂にて音楽イベント「アイツの噂2011」を開催。
2015年、渋谷club QUATTROにて音楽イベント「アイツの噂2015」を開催。
現在はソロ活動の他『村越エースケ&ファンタジスタ☆クラブ』『村越トリオ』のボーカルとして全国各地のライブハウスを中心に活動。高田エージ率いる『Super Goooooood!』にコーラスとして参加。

## ディスコグラフィ
No money?
- CD　BECAUSEレーベル　2004年発売

6.10
- CD　LACOSQEレーベル2012年発売

アイツの噂
- DVD　LACOSQEレーベル2016年発売

## 出演
TVCM　
- NTTドコモ ひかり「得ダネを追え!」篇

Web CM
- ソニー VAIO